# Saltos ornamentais no Campeonato Mundial de Esportes Aquáticos de 2015 - Plataforma 10 m sincronizado feminino
A prova da plataforma 10 m sincronizado feminino dos saltos ornamentais no Campeonato Mundial de Esportes Aquáticos de 2015 foi realizada no dia 27 de julho em Cazã na Rússia.

## Calendário
| Fase       | Data        |
| ---------- | ----------- |
| Preliminar | 27 de julho |
| Final      | 27 de julho |

## Medalhistas
| Ouro                             | Prata                                       | Bronze                                          |
| China · Chen Ruolin · Liu Huixia | Canadá · Meaghan Benfeito · Roseline Filion | Coreia do Norte · Kim Un-hyang · Song Nam-hyang |

## Resultados
Esses foram os resultados da competição.
| Pos.              | Nacionalidade   | Saltadoras                            | Preliminar | Preliminar | Final  | Final |
| Pos.              | Nacionalidade   | Saltadoras                            | Pontos     | Pos.       | Pontos | Pos.  |
| ----------------- | --------------- | ------------------------------------- | ---------- | ---------- | ------ | ----- |
| Medalha de ouro   | China           | Chen Ruolin Liu Huixia                | 330.24     | 1          | 359.52 | 1     |
| Medalha de prata  | Canadá          | Meaghan Benfeito Roseline Filion      | 313.26     | 2          | 339.99 | 2     |
| Medalha de bronze | Coreia do Norte | Kim Un-hyang Song Nam-hyang           | 301.44     | 5          | 325.26 | 3     |
| 4                 | México          | Paola Espinosa Alejandra Orozco       | 285.57     | 8          | 310.77 | 4     |
| 5                 | Rússia          | Ekaterina Petukhova Yulia Timoshinina | 274.80     | 11         | 310.68 | 5     |
| 6                 | Reino Unido     | Sarah Barrow Tonia Couch              | 302.52     | 4          | 308.40 | 6     |
| 7                 | Malásia         | Pandelela Rinong Leong Mun Yee        | 311.04     | 3          | 303.60 | 7     |
| 8                 | Austrália       | Lara Tarvit Melissa Wu                | 294.84     | 6          | 302.22 | 8     |
| 9                 | Estados Unidos  | Amy Cozad Jessica Parratto            | 285.66     | 7          | 295.86 | 9     |
| 10                | Alemanha        | Tina Punzel Christina Wassen          | 278.70     | 10         | 285.00 | 10    |
| 11                | Ucrânia         | Hanna Krasnoshlyk Vlada Tatsenko      | 279.06     | 9          | 283.20 | 11    |
| 12                | Coreia do Sul   | Kim Su-ji Ko Eun-ji                   | 273.42     | 12         | 271.11 | 12    |
| 13                | Hungria         | Villő Kormos Zsófia Reisinger         | 261.30     | 13         |        |       |
| 14                | Cuba            | Yaima Mena Annia Rivera               | 257.58     | 14         |        |       |
| 15                | Brasil          | Ingrid Oliveira Giovanna Pedroso      | 256.32     | 15         |        |       |
| 16                | Singapura       | Lee Myra Jia Wen Lim Shen-Yan Freida  | 244.32     | 16         |        |       |